# Paratheuma australis
Espèce
Paratheuma australis est une espèce d'araignées aranéomorphes de la famille des Argyronetidae.

## Distribution
Cette espèce se rencontre en Australie au Queensland et aux Fidji.

## Description
Les mâles mesurent de 3,2 à 3,5 mm et les femelles de 3,4 à 4,2 mm.

## Systématique et taxinomie
Cette espèce a été décrite par Beatty et Berry en 1989.

## Publication originale
- Beatty & Berry, 1989 : « Four new species of Paratheuma (Araneae, Desidae) from the Pacific. » The Journal of Arachnology, vol. 16, no 3, p. 339-347 (texte intégral).